# Wilfredo Peláez
Pour les articles homonymes, voir Peláez.
Wilfredo Andrés Peláez Esmite, né le 27 octobre 1930 à San José de Mayo (Uruguay) et mort le 23 mai 2019 à Montevideo (Uruguay), est un joueur uruguayen de basket-ball. 

## Palmarès
- 3e des Jeux olympiques 1952